# Ceraspis bivittata
Ceraspis bivittata är en skalbaggsart som beskrevs av Hermann Burmeister 1855. Ceraspis bivittata ingår i släktet Ceraspis och familjen Melolonthidae. Inga underarter finns listade i Catalogue of Life.